# Skalerbarhed
Inden for telekommunikation og softwareudvikling, er skalerbarhed en ønskværdig egenskab ved et system, et netværk eller en proces, der indikerer systemets evne til enten at håndtere voksende mængder af arbejde på en effektiv måde, eller at være yderst fleksibel og mulig at kapacitetsudvide indenfor en overskuelig tid.
For eksempel kan skalerbarhed henvise til et systems muligheder for at øge den samlede kapacitet i henhold til en øget belastning, når ressourcer (typisk hardware eller aktiver) er tilføjet.
En tilsvarende betydning er underforstået, når ordet bruges i en kommerciel sammenhæng, hvor en virksomheds skalerbarhed indikerer, at den vedtagne forretningsmodel rummer muligheder for økonomisk vækst inden for virksomheden.
Skalerbarhed, som en egenskab ved systemer, er generelt vanskeligt at definere og i praksis er det nødvendigt at definere de specifikke krav til skalerbarhed på de dimensioner, som anses for væsentlige. Det er et vigtigt emne i elektronik systemer, databaser og netværkssamarbejde.
Et system, hvis ydeevne forbedres, efter at der er tilføjet hardware, proportionalt med en tilført kapacitet, siges at være et skalerbart system. Hvis systemet ikke kan honorere øgede mængder af data eller varer, selvom der er tilført kapacitet, siges det at være ej skalerbart.

## Dimensioner
Skalerbarhed kan måles på forskellige dimensioner, såsom:
•	Load skalerbarhed: Et distributionssystems evne til nemt at udvide og indskrænke sin ressourcepulje til at imødekomme større eller mindre belastninger (mere hhv. mindre volumen). Alternativt kan den lethed, hvormed et system eller en komponent kan ændres, tilføjes eller fjernes, for at imødekomme skiftende belastning, benyttes som load skalarbarhed.
•	Geografisk skalerbarhed: Evnen til at opretholde præstationer, anvendelighed, og/ eller brugbarhed uanset ekspansion fra koncentration i et lokalt område til et mere geografisk spredt mønster, (ses typisk i lyset af globaliseringen).
•	Administrativ skalerbarhed: Evnen for et stigende antal organisationer at dele et enkelt distributionssystem.
Eksempel:
Et skalerbart online transaktionssystem eller et Database Management System er et system, der kan opgraderes til at behandle flere transaktioner ved at tilføje nye processorer, udstyr og lagring, og som kan blive opgraderet let og gennemskueligt uden at måtte lukke systemet ned.